# Tour de France 1978
| 65. Tour de France 1978 |                       |                           |
| Streckenlänge           | 22 Etappen, 3923,7 km | 22 Etappen, 3923,7 km     |
| Toursieger              | Bernard Hinault       | 112:03:02 h (35,017 km/h) |
| Zweiter                 | Joop Zoetemelk        | + 3:56 min                |
| Dritter                 | Joaquim Agostinho     | + 6:54 min                |
| Vierter                 | Joseph Bruyère        | + 9:04 min                |
| Fünfter                 | Christian Seznec      | + 12:50 min               |
| Sechster                | Paul Wellens          | + 14:38 min               |
| Siebenter               | Francisco Galdós      | + 17:08 min               |
| Achter                  | Henk Lubberding       | + 17:26 min               |
| Neunter                 | Lucien Van Impe       | + 21:01 min               |
| Zehnter                 | Mariano Martínez      | + 22:58 min               |
| Grünes Trikot           | Freddy Maertens       | 242 P.                    |
| Zweiter                 | Jacques Esclassan     | 189 P.                    |
| Dritter                 | Bernard Hinault       | 123 P.                    |
| Gepunktetes Trikot      | Mariano Martínez      | 187 P.                    |
| Zweiter                 | Bernard Hinault       | 176 P.                    |
| Dritter                 | Joop Zoetemelk        | 155 P.                    |
| Weißes Trikot           | Henk Lubberding       | 112:20:28 h               |
| Teamwertung             | Miko-Mercier          | Miko-Mercier              |

Streckenkarte der Tour de France 1978

Die 65. Tour de France fand vom 29. Juni bis 23. Juli 1978 statt. Sie führte über 22 Etappen und über 3914 km. Der 23-jährige Franzose Bernard Hinault gewann gleich bei seiner ersten Tourteilnahme. Hinault hatte zuvor im Frühjahr schon den Gesamtsieg bei der Vuelta a España geholt. Es nahmen 110 Rennfahrer an der Rundfahrt teil, von denen 78 klassifiziert wurden.

## Rennverlauf
Jan Raas, der den Prolog gewann, durfte die zweite Etappe, die er ebenfalls für sich entscheiden konnte, nicht im gelben Trikot starten. In der ersten Woche wechselte das Gelbe Trikot mehrmals, unter anderem konnte der Deutsche Klaus-Peter Thaler nach einem Etappensieg im Massensprint sowie dem Sieg seines Teams TI-Raleigh im Mannschaftszeitfahren für zwei Tage die Führung in der Gesamtwertung übernehmen.
Beim ersten langen Einzelzeitfahren konnte Hinault seine erste Etappe gewinnen, bei den Bergetappen blieb er in der Nähe seines wichtigsten Kontrahenten Joop Zoetemelk. Dieser entschied das schwere Einzelzeitfahren zum Puy de Dôme allerdings deutlich für sich. Die Entscheidung fiel beim letzten großen Zeitfahren zwei Tage vor Ende des Rennens, das wiederum Hinault gewann und damit die Führung von Zoetemelk endgültig übernehmen konnte. Joaquim Agostinho wurde als erster Portugiese Dritter im Gesamtklassement.
Die Tour de France 1978 wurde von einem Fahrerstreik und einem Dopingskandal überschattet: Kurz vor dem Ziel der 12. Etappe stoppte das Peloton und überquerte das Ziel zu Fuß. Die Fahrer protestierten gegen schlechte Unterkünfte und zu lange Transfers nach den Etappen bedingt durch die Streckenführung der Organisatoren. Nach der Bergankunft in L’Alpe d’Huez wurde Etappensieger Michel Pollentier, der damit von seinem Landsmann Joseph Bruyère das Gelbe Trikot übernommen hatte, von der Tour ausgeschlossen, da er versucht hatte, die Dopingprobe mit Fremdurin zu manipulieren. Er wurde sofort für zwei Monate gesperrt.

Dieser Jahrgang der Tour gilt als der "meistgedopteste" der Geschichte: Über 50 Prozent der Fahrer wurden im Laufe ihrer Karriere positiv getestet.

## Die Etappen
| Etappen        | Tag      | Start – Ziel                                 | km         | Etappensieger      | Gelbes Trikot      |
| -------------- | -------- | -------------------------------------------- | ---------- | ------------------ | ------------------ |
| Prolog         | 29. Juni | Leiden (NL)                                  | 5,2 (EZF)  | Jan Raas           | Jan Raas           |
| 1. Etappe (a)  | 30. Juni | Leiden (NL) – Sint-Willebrord (NL)           | 135        | Jan Raas           | Jan Raas           |
| 1. Etappe (b)  | 30. Juni | Sint-Willebrord (NL) – Brüssel (BEL)         | 100        | Walter Planckaert  | Jan Raas           |
| 2. Etappe      | 1. Juli  | Brüssel (BEL) – Saint-Amand-les-Eaux         | 199        | Jacques Esclassan  | Jacques Esclassan  |
| 3. Etappe      | 2. Juli  | Saint-Amand-les-Eaux – Saint-Germain-en-Laye | 243,5      | Klaus-Peter Thaler | Jacques Bossis     |
| 4. Etappe      | 3. Juli  | Évreux – Caen                                | 153 (MZF)  | TI-Raleigh         | Klaus-Peter Thaler |
| 5. Etappe      | 4. Juli  | Caen – Mazé-Montgeoffroy                     | 244        | Freddy Maertens    | Klaus-Peter Thaler |
| 6. Etappe      | 5. Juli  | Mazé-Montgeoffroy – Poitiers                 | 166,2      | Sean Kelly         | Gerrie Knetemann   |
| 7. Etappe      | 6. Juli  | Poitiers – Bordeaux                          | 242        | Freddy Maertens    | Gerrie Knetemann   |
| 8. Etappe      | 7. Juli  | Saint-Émilion – Sainte-Foy-la-Grande         | 59,3 (EZF) | Bernard Hinault    | Joseph Bruyère     |
| 9. Etappe      | 8. Juli  | Bordeaux – Biarritz                          | 233        | Miguel María Lasa  | Joseph Bruyère     |
| Ruhetag        |          |                                              |            |                    |                    |
| 10. Etappe     | 10. Juli | Biarritz – Pau                               | 191,5      | Henk Lubberding    | Joseph Bruyère     |
| 11. Etappe     | 11. Juli | Pau – Saint-Lary-Soulan (Pla d’Adet)         | 161        | Mariano Martínez   | Joseph Bruyère     |
| 12. Etappe (a) | 12. Juli | Tarbes – Valence d’Agen                      | –          | Etappe annulliert  | Joseph Bruyère     |
| 12. Etappe (b) | 12. Juli | Valence d’Agen – Toulouse                    | 96         | Jacques Esclassan  | Joseph Bruyère     |
| 13. Etappe     | 13. Juli | Figeac – Super Besse                         | 221        | Paul Wellens       | Joseph Bruyère     |
| 14. Etappe     | 14. Juli | Besse-en-Chandesse – Puy de Dôme             | 52,5 (EZF) | Joop Zoetemelk     | Joseph Bruyère     |
| 15. Etappe     | 15. Juli | Saint-Dier-d’Auvergne – Saint-Étienne        | 196        | Bernard Hinault    | Joseph Bruyère     |
| Ruhetag        |          |                                              |            |                    |                    |
| 16. Etappe     | 17. Juli | Saint-Étienne – L’Alpe d’Huez                | 240,5      | Hennie Kuiper      | Joop Zoetemelk     |
| 17. Etappe     | 18. Juli | Grenoble – Morzine                           | 225        | Christian Seznec   | Joop Zoetemelk     |
| 18. Etappe     | 19. Juli | Morzine – Lausanne (CH)                      | 137,5      | Gerrie Knetemann   | Joop Zoetemelk     |
| 19. Etappe     | 20. Juli | Lausanne (CH) – Belfort                      | 181,5      | Marc Demeyer       | Joop Zoetemelk     |
| 20. Etappe     | 21. Juli | Metz – Nancy                                 | 72 (EZF)   | Bernard Hinault    | Bernard Hinault    |
| 21. Etappe     | 22. Juli | Épernay – Senlis                             | 207,5      | Jan Raas           | Bernard Hinault    |
| 22. Etappe     | 23. Juli | Saint-Germain-en-Laye – Paris                | 161,5      | Gerrie Knetemann   | Bernard Hinault    |